# Bazac
Bazac település Franciaországban, Charente megyében. Lakosainak száma 147 fő (2022. január 1.). Bazac Médillac, Saint-Avit, Saint-Quentin-de-Chalais és Parcoul-Chenaud községekkel határos.

## Népesség
A település népessége az elmúlt években az alábbi módon változott:
| Lakosok száma | 260  | 158  | 150  | 169  | 159  | 149  | 143  | 144  | 145  | 147  |
|               | 1968 | 1982 | 1999 | 2006 | 2011 | 2015 | 2017 | 2018 | 2020 | 2022 |